# Sierra Blanca
Sierra Blanca és una concentració de població designada pel cens i seu del Comtat de Hudspeth a l'estat de Texas dels Estats Units d'Amèrica.

## Demografia
Segons el cens del 2007 Sierra Blanca tenia 510 habitants. Segons el cens del 2000 tenia 533 habitants, 184 habitatges, i 126 famílies. La densitat de població era de 50,6 habitants per km².
Dels 184 habitatges en un 40,2% hi vivien nens de menys de 18 anys, en un 52,2% hi vivien parelles casades, en un 13% dones solteres, i en un 31% no eren unitats familiars. En el 28,3% dels habitatges hi vivien persones soles l'11,4% de les quals corresponia a persones de 65 anys o més que vivien soles. El nombre mitjà de persones vivint en cada habitatge era de 2,72 i el nombre mitjà de persones que vivien en cada família era de 3,31.
Per edats la població es repartia de la següent manera: un 29,8% tenia menys de 18 anys, un 11,8% entre 18 i 24, un 30,8% entre 25 i 44, un 18,4% de 45 a 60 i un 9,2% 65 anys o més.
L'edat mediana era de 30 anys. Per cada 100 dones de 18 o més anys hi havia 101,1 homes.
La renda mediana per habitatge era de 26.438$ i la renda mediana per família de 30.000$. Els homes tenien una renda mediana de 26.071$ mentre que les dones 17.500$. La renda per capita de la població era de 10.768$. Aproximadament el 19,6% de les famílies i el 22,5% de la població estaven per davall del llindar de pobresa.

## Poblacions properes
El següent diagrama mostra les poblacions més properes.